# La Châtelaine de Mallaig
 (octobre 2020).
 (octobre 2020).
La Châtelaine de Mallaig est le deuxième tome de la série de romans Le Clan de Mallaig de Diane Lacombe publié en 2002.

## Résumé
En 1424, Grunelle Keith doit épouser le chef du clan de Mallaig. Elle découvre sa nouvelle vie et les enjeux politiques dans l'Écosse médiévale.